# ミネソタ州立大学秋田校
ミネソタ州立大学秋田校（ - しゅうりつだいがくあきたこう）は、秋田県雄和町（現・秋田市）が誘致し、23億円の経費で1990年に設立したミネソタ州立大学機構の日本校であるが、2003年に閉校した。
校舎など跡地は2004年に開学した公立大学法人の国際教養大学が利用し、ミネソタ州立大学機構との提携は継続している。